# Piotr Świerczewski
Piotr Jarosław Świerczewski, född den 8 april 1972 i Nowy Sącz, Polen, är en polsk fotbollsspelare som tog OS-silver i fotbollsturneringen vid de olympiska sommarspelen 1992 i Barcelona.